# 1941 w literaturze
Wydarzenia literackie w 1941 roku.

## Nowe książki
- polskie
  - The Nazi Kultur in Poland – praca zbiorowa

- zagraniczne
  - Agatha Christie
    - N czy M? (N or M)
    - Pierwsze, drugie... zapnij mi obuwie (One, Two, Buckle my Shoe)
    - Zło, które żyje pod słońcem (Evil under the Sun)

  - John Cudahy – The armies march, a personal report by John Cudahy
  - Francis Scott Fitzgerald – Ostatni z wielkich (The Love of the Last Tycoon)
  - Vladimir Nabokov – Prawdziwe życie Sebastiana Knighta
  - Virginia Woolf – Between the Acts

## Nowe dramaty
- zagraniczne
  - Bertolt Brecht – Kariera Artura Ui (Der aufhaltsame Aufstieg des Arturo Ui)

## Nowe poezje
- polskie
  - Józef Łobodowski – Z dymem pożarów
- zagraniczne
  - Federico García Lorca – Dywan z Tamarit (Diván del Tamarit, pośm.)

## Nowe prace naukowe
- zagraniczne
  - Erich Fromm – Ucieczka od wolności (Escape from Freedom)
  - Sigfried Giedion – Przestrzeń, czas i architektura (Space, Time & Architecture: the growth of a new tradition)
  - Herbert Marcuse – Rozum i rewolucja (Reason and Revolution)
  - Jan Mukařovský – Prace o czeskiej poetyce (Kapitoly z české poetiky)
  - Sylvester Saller
    - The Memorial of Moses on Mount Nebo. Vol. I: The Text
    - The Memorial of Moses on Mount Nebo. Vol. II: The Plates

## Urodzili się
- 19 stycznia – Khosrow Sinai, irański poeta (zm. 2020)
- 21 stycznia – Elaine Showalter, amerykańska krytyczka literatury
- 22 stycznia – Jaan Kaplinski, estoński poeta, tłumacz i krytyk literacki (zm. 2021)
- 24 stycznia – Jurij Pokalczuk, ukraiński pisarz, tłumacz, filolog (zm. 2008)
- 29 stycznia – Robin Morgan, amerykańska pisarka, poetka, feministka
- 30 stycznia – Gregory Benford, amerykański pisarz s-f
- 1 lutego – Jerry Spinelli, amerykański pisarz literatury dziecięcej i młodzieżowej
- 7 lutego
  - Ryszard Latko, polski pisarz, poeta i scenarzysta (zm. 2022)
  - Zdena Tominová, czeska pisarka (zm. 2020)
- 12 lutego – Binjamin Wilkomirski, szwajcarski klarnecista i pisarz
- 20 lutego – Alan Furst, amerykański autor historycznych powieści szpiegowskich
- 23 lutego – William Hjortsberg, amerykański pisarz (zm. 2017)
- 7 marca – Piers Paul Read, brytyjski pisarz katolicki
- 13 marca – Mahmud Darwisz, palestyński poeta i prozaik (zm. 2008)
- 18 marca – Wolfgang Bauer, austriacki pisarz (zm. 2005)
- 19 marca
  - Florence Delay, francuska pisarka i aktorka
  - Aleksandra Wejman-Sowińska, polska bibliotekarka i bibliotekoznawca (zm. 2014)
- 21 marca – Fausto Cercignani, włoski uczony, eseista i poeta
- 26 marca – Wojciech Młynarski, polski poeta (zm. 2017)
- 28 marca – Władysław Włoch, polski poeta i eseista
- 10 kwietnia – Paul Theroux, amerykański powieściopisarz i publicysta
- 17 kwietnia – Irena Klepfisz, żydowska pisarka i tłumaczka
- 18 kwietnia – Cho Hae-il, południowokoreański pisarz (zm. 2020)
- 20 kwietnia – Márton Moyses, rumuński poeta pochodzenia węgierskiego (zm. 1970)
- 26 kwietnia – Boris Dankow, bułgarski poeta, dziennikarz i tłumacz
- 27 kwietnia – Aminata Sow Fall, senegalska pisarka
- 4 maja – Erwin Kruk, polski poeta, prozaik i eseista (zm. 2017)
- 6 maja – Bohdan Kos, polski wydawca i poeta
- 8 maja – Maja Elżbieta Cybulska, polska krytyk literacki, eseistka
- 24 maja – Bob Dylan, amerykański piosenkarz, pisarz i poeta, laureat Nagrody Nobla
- 30 maja – Roberto Calasso, włoski pisarz, eseista i wydawca (zm. 2021)
- 3 czerwca – Monika Maron, niemiecka pisarka
- 4 czerwca – Ekaterina Josifowa, bułgarska poetka (zm. 2022)
- 18 czerwca – Leszek Długosz, polski poeta, kompozytor, kawaler Orderu Orła Białego (zm. 2024)
- 23 czerwca – Robert Hunter, amerykański poeta (zm. 2019)
- 26 czerwca – Yves Beauchemin, kanadyjski pisarz francuskojęzyczny
- 27 czerwca – James P. Hogan, brytyjski pisarz science fiction (zm. 2010)
- 30 czerwca – Aleksander Rozenfeld, polski poeta i dziennikarz żydowskiego pochodzenia (zm. 2023)
- 4 lipca – Tomaž Šalamun, słoweński poeta (zm. 2014)
- 5 lipca
  - Barbara Frischmuth, austriacka pisarka, dramaturg, scenarzystka i tłumaczka
  - Garry Kilworth, angielski pisarz fantastyki
- 9 lipca – Nancy Farmer, amerykańska pisarka
- 16 lipca – Dag Solstad, norweski pisarz
- 3 sierpnia – Grzegorz Rosiński, polski rysownik komiksowy
- 12 sierpnia – Réjean Ducharme, kanadyjski powieściopisarz i dramaturg (zm. 2017)
- 18 sierpnia – Tadeusz Olszewski, polski poeta i krytyk literacki (zm. 2020)
- 23 sierpnia – Michał Jagiełło, polski pisarz, poeta, eseista i publicysta (zm. 2016)
- 26 sierpnia – Barbara Ehrenreich, amerykańska dziennikarka, pisarka i aktywistka polityczna (zm. 2022)
- 28 sierpnia – Wiesław Łuka, polski pisarz, reportażysta
- 1 września – Gwendolyn MacEwen, kanadyjska pisarka anglojęzyczna (zm. 1987)
- 3 września – Siergiej Dowłatow, rosyjski pisarz z okresu tzw. „trzeciej fali emigracji” (zm. 1990)
- 4 września – Petr Král, czeski poeta, literat i tłumacz
- 20 września
  - Humphry Knipe, południowoafrykański pisarz (zm. 2023)
  - Philipp Vandenberg, niemiecki pisarz
- 24 września – Piotr Obrączka, polski literaturoznawca
- 4 października – Anne Rice, amerykańska autorka literatury grozy (zm. 2021)
- 5 października – Bogusław Polch, polski rysownik komiksów (zm. 2020)
- 6 października – Vladimír Binar, czeski poeta, prozaik, tłumacz i literaturoznawca (zm. 2016)
- 9 października – Pierrette Fleutiaux(inne języki), francuska pisarka (zm. 2019)
- 10 października – Ken Saro-Wiwa, nigeryjski pisarz (zm. 1995)
- 19 października – Pepetela, angolski pisarz
- 22 października – Tonko Maroević, chorwacki poeta, eseista, krytyk literacki i tłumacz (zm. 2020)
- 24 października – Sebastiano Vassalli(inne języki), włoski pisarz (zm. 2015)
- 25 października – Anne Tyler, amerykańska pisarka
- 29 października – Karen Cushman, amerykańska pisarka
- 30 października – Sérgio Sant’Anna, brazylijski pisarz (zm. 2020)
- 2 listopada – Rolf Fieguth, niemiecki literaturoznawsca, tłumacz, slawista
- 12 listopada – Cristina Peri Rossi, urugwajska pisarka i poetka
- 13 listopada – Ladislav Slíva(inne języki), czeski poeta, tłumacz i krytyk teatralny (zm. 2019)
- 20 listopada – John Darnton, amerykański dziennikarz i pisarz
- 23 listopada – Derek Mahon, północnoirlandzki poeta (zm. 2020)
- 24 listopada – Ricardo Piglia, argentyński pisarz i scenarzysta filmowy (zm. 2017)
- 25 listopada – Gerald Seymour, brytyjski pisarz
- 2 grudnia – Ahn Jung-hyo, południowokoreański powieściopisarz i tłumacz (zm. 2023)
- 24 grudnia
  - Michael Kandel, amerykański slawista, tłumacz i pisarz SF
  - Ana Maria Machado, brazylijska autorka książek dla dzieci i tłumaczka

Data nieznana
- Ranko Jovović, czarnogórski poeta (zm. 2020)
- Yusef Komunyakaa, amerykański poeta
- Helena Kowalik-Ciemińska, polska pisarka i dziennikarka kryminalna
- Bruno Salcewicz, polski pisarz (zm. 2019)

## Zmarli
- 1 stycznia – Wilhelm Steputat, niemiecki pisarz i poeta (ur. 1868)
- 4 stycznia – Henri Bergson, francuski pisarz i filozof, laureat Nagrody Nobla (ur. 1859)
- 6 stycznia – Franz Hessel, niemiecki pisarz i tłumacz (ur. 1880)
- 13 stycznia – James Joyce, irlandzki pisarz (ur. 1882)
- 18 stycznia – Anton Kuh, austriacki nowelista, dziennikarz i eseista (ur. 1890)
- 2 lutego – Johannes Schlaf, niemiecki pisarz, dramaturg, poeta i tłumacz (ur. 1862)
- 5 lutego – Banjo Paterson, australijski "poeta buszu" (ur. 1864)
- 9 lutego – Elizabeth von Arnim, angielska pisarka australijskiego pochodzenia (ur. 1866)
- 24 lutego – Emil Zegadłowicz, pisarz (ur. 1888)
- 8 marca – Sherwood Anderson, amerykański pisarz (ur. 1876)
- 28 marca – Virginia Woolf, pisarka angielska (ur. 1882)
- 8 kwietnia
  - Max Herrmann-Neisse, niemiecki pisarz, poeta i publicysta (ur. 1886)
  - Marcel Prévost, francuski pisarz i dramaturg (ur. 1862)
  - Mariusz Zaruski, polski poeta, nowelista, tłumacz, żołnierz (ur. 1867)
- 21 kwietnia – Eufemia von Adlersfeld-Ballestrem, niemiecka pisarka (ur. 1854)
- 24 kwietnia – Karin Boye, szwedzka poetka i powieściopisarka (ur. 1900)
- 2 maja – Ibrahim Tukan, palestyński poeta, najbardziej znany twórca „pokolenia walki” (ur. 1905)
- 8 maja – Aleksandra Hutten-Czapska, polska prozaiczka (ur. 1853)
- 1 czerwca – Hugh Walpole, angielski powieściopisarz i krytyk literacki (ur. 1884)
- 12 czerwca – Witold Hulewicz, polski poeta, krytyk literacki, tłumacz i wydawca (ur. 1895)
- 1 lipca – Jerzy Hulewicz, polski pisarz i malarz (ur. 1886)
- 4 lipca – Tadeusz Boy-Żeleński, polski pisarz (ur. 1874)
- 21 lipca – Bohdan Łepki, ukraiński prozaik, poeta i literaturoznawca (ur. 1872)
- 7 sierpnia – Rabindranath Tagore, pisarz indyjski (ur. 1861)
- 31 sierpnia – Marina Cwietajewa, rosyjska poetka (ur. 1892)
- 1 września – Jiří Orten, czeski poeta (ur. 1919)
- 1 października – Aline Murray Kilmer, amerykańska pisarka, autorka książek dla dzieci, eseistka i poetka (ur. 1888)
- 14 października – Hjalmar Söderberg, pisarz szwedzki (ur. 1869)
- 16 października – Siergiej Efron, rosyjski publicysta, pisarz i poeta (ur. 1893)
- 17 października – Majj Zijade, arabska poetka, pisarka i tłumaczka z Palestyny (ur. 1886)
- 19 października – Leo Belmont, polski prozaik, poeta, eseista i tłumacz (ur. 1865)
- 26 października – Arkadij Gajdar, radziecki pisarz młodzieżowy (ur. 1904)
- 29 października – Aleksandr Afinogienow, rosyjski dramatopisarz (ur. 1904)
- 31 października – Herwarth Walden, niemiecki pisarz, wydawca i muzyk  (ur. 1878)
- 6 listopada – Maurice Leblanc, francuski pisarz i nowelista (ur. 1864)
- 18 listopada – Émile Nelligan, kanadyjski poeta francuskojęzyczny związany z symbolizmem (ur. 1879)
- 23 listopada – Clarissa Minnie Thompson Allen, amerykańska prozaiczka i poetka (ur. 1859)
- 5 grudnia – Grégoire Le Roy, belgijski poeta i pisarz piszący w języku francuskim (ur. 1862)
- 9 grudnia – Dmitrij Mereżkowski, rosyjski pisarz, poeta, krytyk literacki, historyk, filozof i tłumacz (ur. 1865)
- 15 grudnia – Elchanan Cajtlin, polski poeta żydowskiego pochodzenia (ur. 1902)
- 19 grudnia – Aleksandr Wwiedienski, rosyjski poeta (ur. 1904)
- 20 grudnia – Igor Siewierianin, rosyjski poeta, przedstawiciel egofuturystów (ur. 1887)

## Nagrody
- Nagroda Nobla – nie przyznano